# گله‌دار

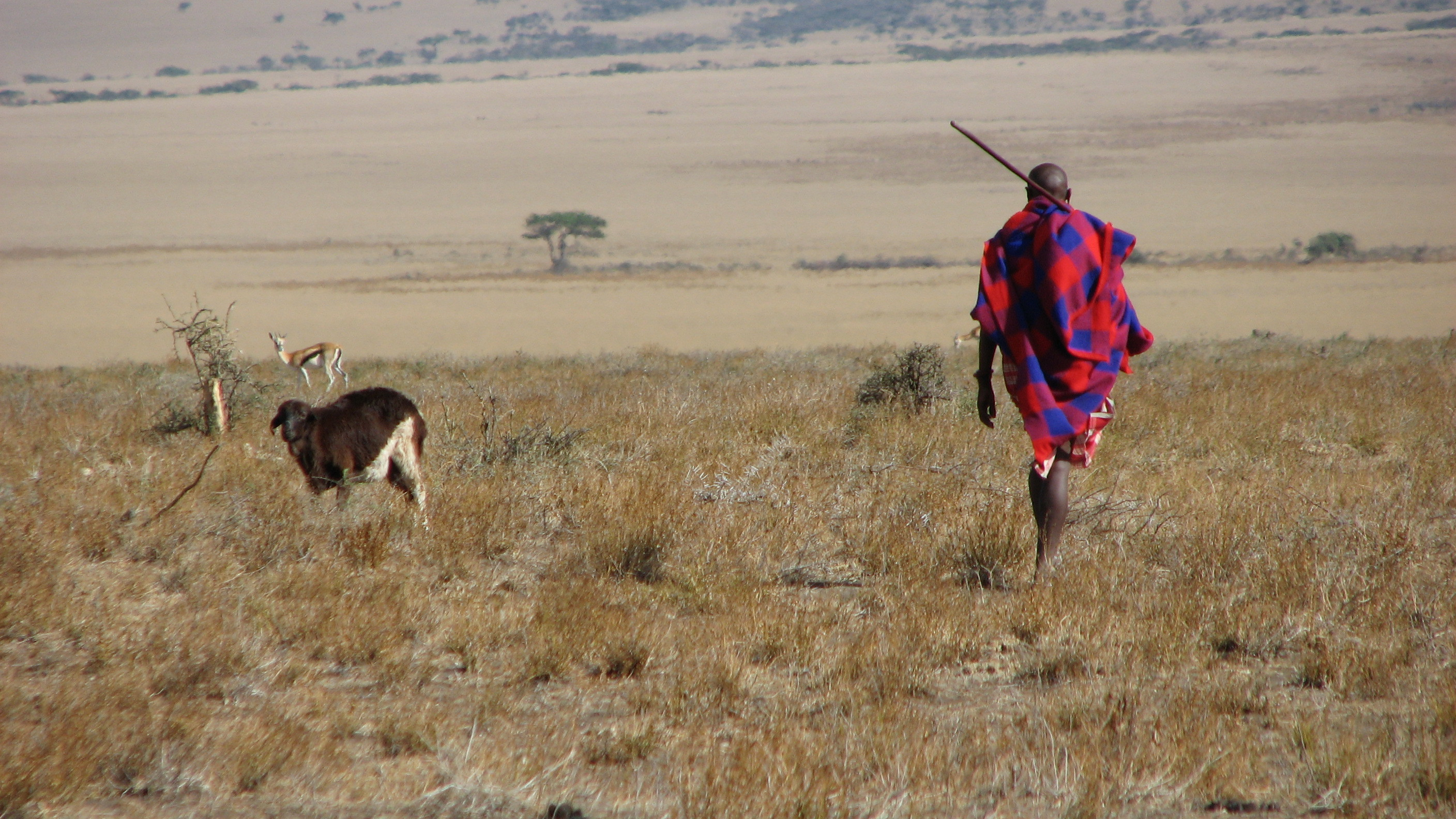
مرد ماسایی، سرنگتی شرقی

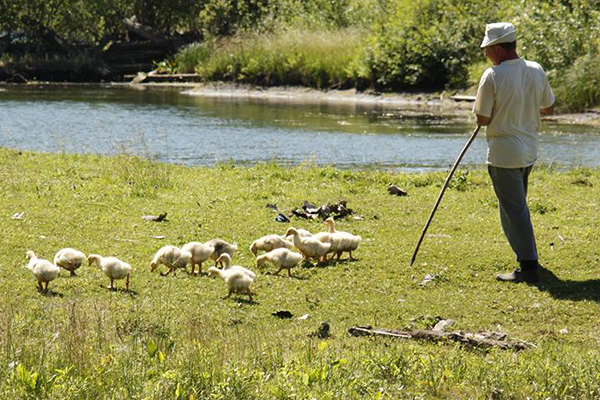
یک گله‌دار غازچران

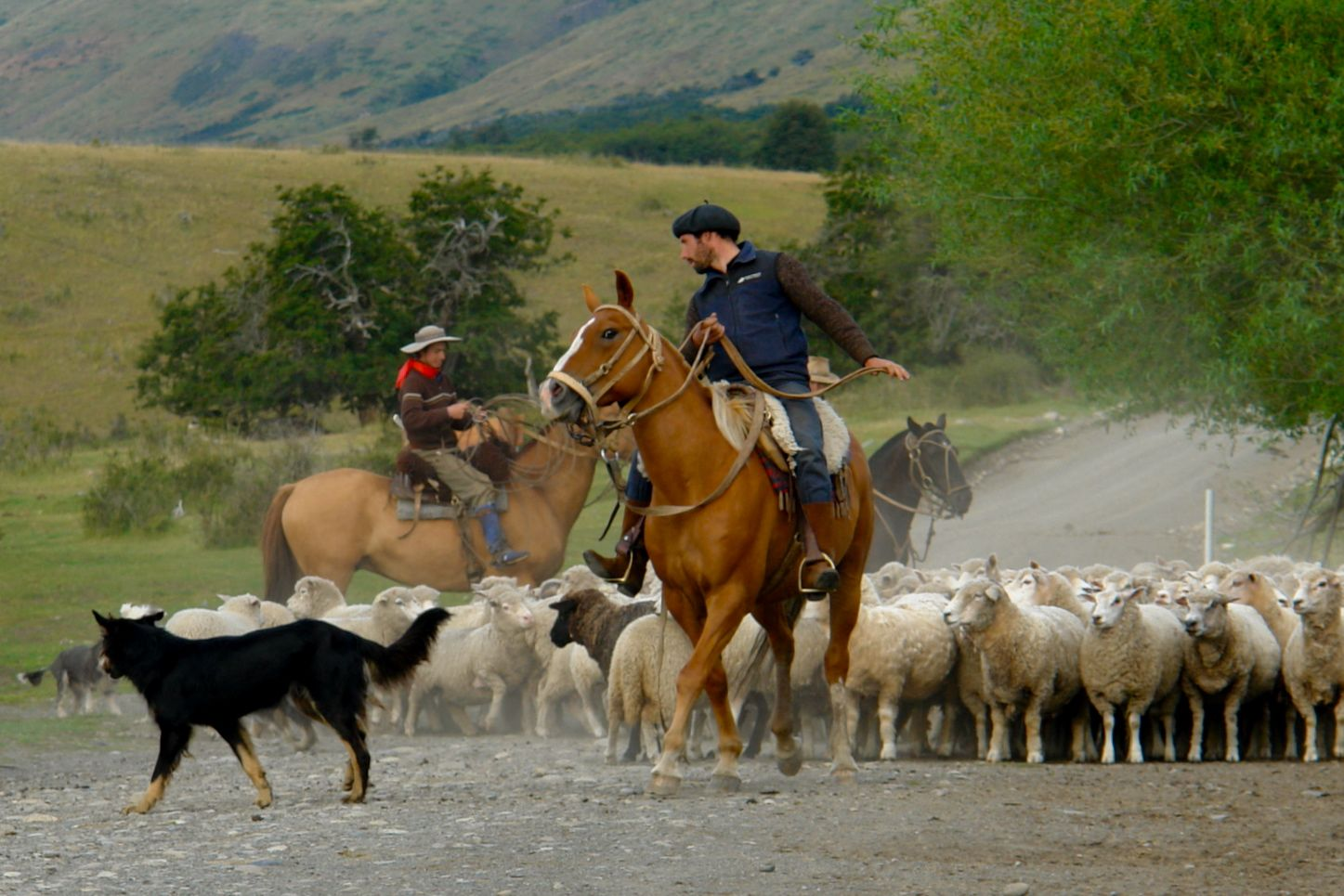
یک چوپان در پاتاگونیا، آرژانتین

گله‌دار یک کارگر دامداری است که مسئول مراقبت و مدیریت گله جانوران اهلی است که معمولاً در مرتع باز محافظت می‌شوند. این امر به ویژه با مدیریت عشایری یا رمه‌گردانی یا چرای زمین مشاع مرتبط است. کار گله‌دار اغلب به صورت پیاده یا سواره انجام می‌شود.
بسته به نوع جانوران گله، می‌تواند نام‌های حرفه‌ای متفاوتی به گله‌دار اطلاق شود به‌عنوان مثال، گاوچران برای گاو، چوپان برای گوسفند و بز، یا غازچران برای غاز.